# Jason de Vos
Jason Richard de Vos, kanadski nogometaš in trener, * 2. januar 1974, London, Ontario, Kanada.
De Vos je nekdanji nogometni branilec in dolgoletni član kanadske nogometne reprezentance.